# یواس‌اس کاملیا (۱۸۶۲)
یواس‌اس کاملیا (۱۸۶۲) (به انگلیسی: USS Camelia (1862)) یک کشتی بود که طول آن ۱۱۱ فوت (۳۴ متر) بود. این کشتی در سال ۱۸۶۲ ساخته شد.